# Storborgsberget
Storborgsberget är en fornborg i Sorunda socken, Nynäshamns kommun. Den är 300 x 200 meter stor och omgärdas av en 300 meter lång stenvall från söder till öster och väster. I norr avgränsas borgen av ett brant stup. Vallen är två meter bred och cirka en meter hög och mycket svag, vilket tyder på att borgen inte haft en försvarsfunktion. Troligen har den fungerat som en kultplats.
I närheten ligger fem andra fornborgar, bland annat Skansberget i Fållnäs.